# Paphora modesta
Paphora modesta är en skalbaggsart som först beskrevs av Francis Polkinghorne Pascoe 1864.  Paphora modesta ingår i släktet Paphora och familjen långhorningar. Inga underarter finns listade i Catalogue of Life.